# Kazanyi metró
A Kazanyi  metró (orosz nyelven: Каза́нский метрополите́н) Oroszország Kazany városában található metróhálózat. Mindössze egy vonalból áll, a hálózat teljes hossza 16,765 km.
A vágányok 1524 mm-es nyomtávolságúak, az áramellátás harmadik sínből történik, a feszültség egyenáram. Éves utasforgalma 27 200 000 fő (2016).
A forgalom 2005-ben indult el.